# E.C.L. During Caspers
Inez During Caspers, geboren als Elisabeth Christina Louisa During Caspers, (Amsterdam, 1 september 1934 – 31 januari 1996) was een Nederlandse archeologe.

## Opleiding en loopbaan
During Caspers werd in 1934 in Amsterdam geboren. Ze studeerde zowel archeologie van Mesopotamië, als van Zuid-Azië aan de Universiteit van Amsterdam en studeerde in 1962 af in de richting Soemerische en prehistorische archeologie. Daarna ging ze naar het Institute of Archaeology in Londen, waar ze in 1969 promoveerde. Haar proefschrift gaat over de maritieme handel tussen Mesopotamië en deIndusvallei in de prehistorie. Seton Lloyd was haar promotor.
Ze werkte enkele jaren op de handschriftenzaal van de bibliotheek van de Universiteit van Amsterdam en kreeg vervolgens in 1973 een aanstelling als docent bij het Indologisch Instituut Kern van de Universiteit Leiden. During Caspers bleef de rest van haar carrière in Leiden, waar zij in 1986 een baan kreeg bij de daar pas opgerichte archeologische faculteit. Van 1967 tot 1969 en van 1970 tot 1972 was zij redacteur van de Annual Bibliography of Indian Archaeology (ABIA).
During Caspers kreeg in haar latere leven kanker en ging in 1995 met vervroegd pensioen. Ze startte met het ontcijferen van het Indusschrift, maar dit door haar opgezette project werd voortijdig afgebroken door haar overlijden aan hartfalen in 1996.

## Veldwerk
During Caspers nam gedurende haar gehele loopbaan actief deel aan veldwerk. In 1966 ontmoette zij Beatrice de Cardi die een expeditie naar Bampur in zuidwestelijk Iran aan het voorbereiden was. De Cardi vroeg During Caspers zich aan te sluiten bij haar kleine team. Dit team deed een poging om de archeologische vindplaatsen die door Aurel Stein in de jaren dertig van de twintigste eeuw waren ontdekt opnieuw te lokaliseren en op te graven. Volgens De Cardi waren de zes weken dat During Caspers in Iran verbleef veelbewogen. Het team kreeg te maken met uitbraken van cholera en tyfus, en strandde meermaals vanwege autopech of uit angst voor wolven. Gedurende de expeditie kreeg During Caspers ook het nieuws dat haar vader was overleden, maar zij bleef om te helpen het werk af te ronden. During Caspers kreeg – kort voordat ze het land verliet – een huwelijksaanzoek van een Armeense werkman die verliefd op haar was geworden. Toen ze dit aanzoek afwees, moest de man worden tegengehouden omdat hij de deur van haar hotelkamer wilde intrappen. Ondanks deze ‘ietwat nonchalante kennismaking met het expeditieleven’ ging During Caspers in 1970 terug naar Iran, waar ze meewerkte aan de archeologische opgravingen van C.C. Lamberg-Karlovsky in Tepe Yahya.
In 1975 maakte During Casper kennis met de archeologie van Arabië; zij sloot zich toen aan bij de expeditie van de Britse archeoloog Michael Roaf naar Al Markh in Bahrein. In 1976 organiseerde ze haar eigen expeditie naar Pakistan, waar ze samen met J.C.M.H. Moloney uitgebreid fotografisch onderzoek deed naar belangrijke archeologische vindplaatsen en museumcollecties. Eind jaren zeventig was ze ook van plan om opgravingen te gaan doen in Saar in Bahrein, maar hiervoor kon ze geen financiering krijgen. In 1994 keerde ze voor de laatste keer terug naar de Golf en werkte mee aan het Hajar-project van Jocelyn en Jeffrey Orchard. Vlak voor haar dood maakte ze nog plannen om aan dit project vervolg te geven door zelf opgravingen in Wadi Bahla te verrichten.

## Verder lezen
- Olijdam, Eric (2008). "A Bibliography of E.C.L. During Caspers". In Olijdam, Eric; Spoor, Richard H. (eds.). Intercultural Relations between South and Southwest Asia: Studies in commemoration of E.C.L. During Caspers (1934–1996). BAR International Series 1826. Oxford: Archaeopress. p. 8–11. ISBN 978 1 4073 0312 3.

- Bibliothèque nationale de France: cb15964818w (data)
- Gemeinsame Normdatei: 1047965216
- International Standard Name Identifier: 0000 0000 7972 1855
- Library of Congress Control Number: n82080010
- Nationale Bibliotheek van Israël: 987007278431505171
- Nederlandse Thesaurus van Auteursnamen: 068643543
- LIBRIS: 184209
- Virtual International Authority File: 25949662
- WorldCat: E39PBJhCKYvPggy8jB4KjTKfMP